# Lithobates spectabilis
Lithobates spectabilis är en groddjursart som först beskrevs av Hillis och Frost 1985.  Lithobates spectabilis ingår i släktet Lithobates och familjen egentliga grodor. IUCN kategoriserar arten globalt som livskraftig. Inga underarter finns listade i Catalogue of Life.